# روجینتسی
روجینتسی (به صربی: Ruđinci) یک منطقهٔ مسکونی در صربستان است که در ورنگاچکا بانگا واقع شده‌است. روجینتسی ۱۱٫۶۲ کیلومتر مربع مساحت و ۲٬۴۶۶ نفر جمعیت دارد و ۲۰۷ متر بالاتر از سطح دریا واقع شده‌است.